# Fineo

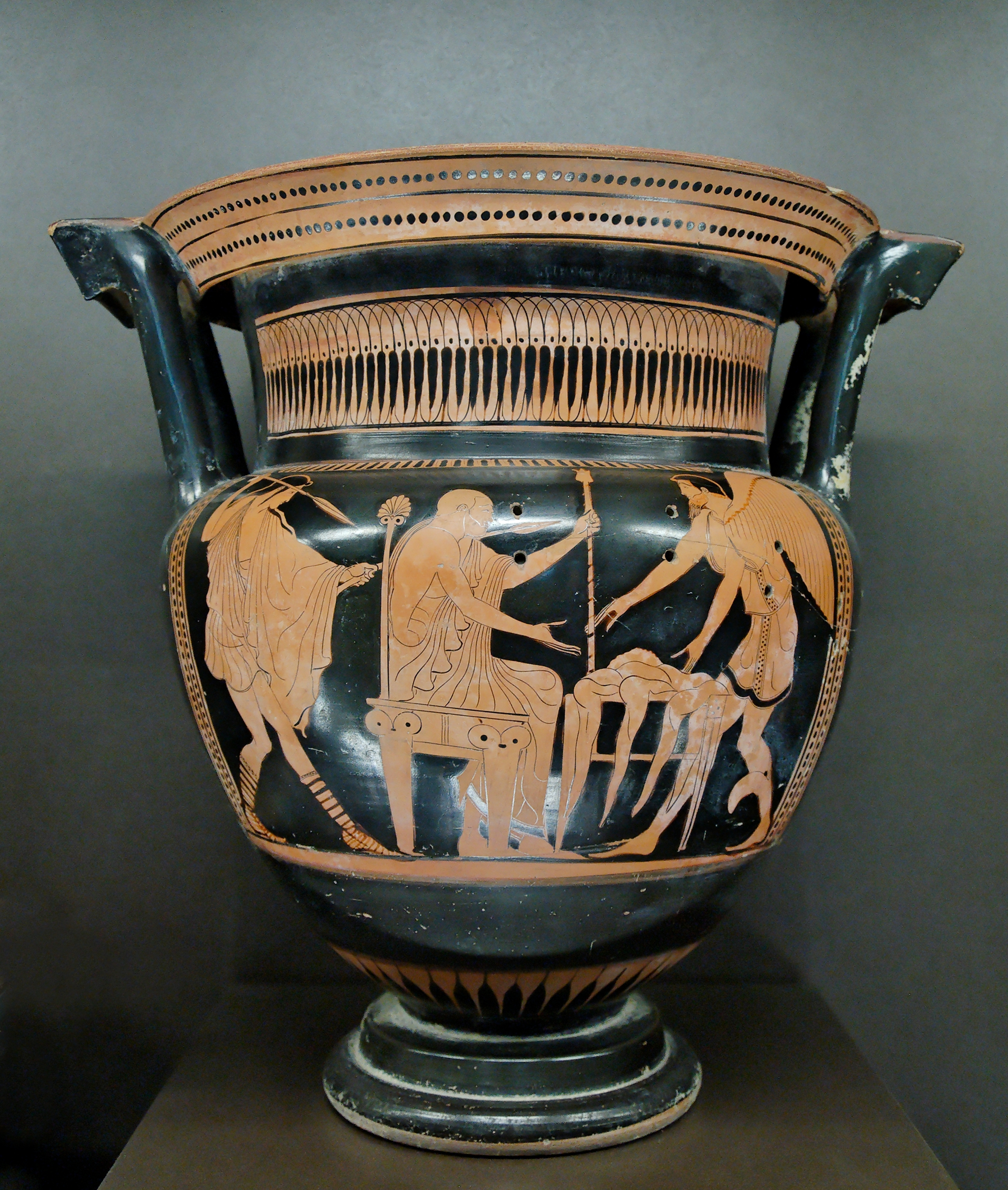
Los Boréadas libran a Fineo de las Harpías. Anverso de una pieza de cerámica ática de figuras rojas (ca. 460 a. C.): una crátera de columnas hallada en Altamura.

En la mitología griega, Fineo (Φινεύς / Phineús) era el rey de Tracia. Dependiendo de las fuentes, Fineo es hijo de Agénor, o bien de Fénix y Casiopea, o puede que de Poseidón. Fineo condujo hasta el Bósforo a todos los tracios de Asia (son éstos los bitinios y los paflagones). Su principal participación en la mitología lo describe en la saga de los Argonautas, en donde era un adivino ciego y atormentado por las Harpías. Sobre el motivo de su ceguera, hay dos variantes principales. Hesíodo, en las Grandes Eeas, dice que Fineo se quedó ciego porque indicó el camino correcto a Frixo hasta la Cólquide (causando la cólera de los dioses); pero en el Catálogo de mujeres dice que prefirió una larga vida a cambio de perder su vista. En esta última versión, Helios, indignado por este hecho, le envió las Harpías para que lo atormentaran retirándole o ensuciándole la comida cada vez que trataba de comerla. Fineo se libró de las Harpías con ayuda de los argonautas, y así los dos hijos de Bóreas, Calais y Zetes, se alzaron espada en mano para dar muerte a las dos Harpías, Aelo y Ocípete, persiguiéndolas alrededor de la tierra. Este capítulo era conocido como la Vuelta a la tierra, un episodio descrito en el Catálogo de mujeres. Fineo, agradecido, les indicó el camino que debían de seguir en su expedición a la Cólquide. Fue precisamente Fineo quien dio a Jasón el consejo de hacer pasar primero una paloma por las rocas Simplégades: si pasaba la paloma, el barco también lo haría.
Fineo también tuvo una vida familiar complicada y tumultuosa con sus dos esposas. De su primera esposa, Cleopatra, hija de Bóreas y Oritía, tuvo un par de hijos, llamados Plexipo y Pandión. Otras fuentes varían el nombre de los hermanos, como Gerimbas y Aspondo, o Polidéctor (Polidecto) y Polidoro, o bien Partenio y Crambis. Después, por algún motivo, convino en desposarse con Idea, hija de Dárdano (a quien otras fuentes citan como Día, Euritía, o bien Idotea, hija de Cadmo).  Idea le alumbró a Mariandino y Tino, que dieron sus nombres a Mariandinia y Tineida, dos pueblos de Tracia. Pues bien, se dice que Idea no tenía buena opinión sobre los hijos de Fineo y Cleopatra, y así convenció a Fineo para que los dejara ciegos. Precisamente por este motivo los dioses cegaron a Fineo. Otras versiones minoritarias dicen que las dos hijas de Fineo, llamadas Erasea y Harpirea, vivían una vida licenciosa y sinsentido, y que por eso fueron mitificadas como las Harpías. Y también se dice que otra hija de Fineo, llamada Olizone, fue esposa de Dárdano y madre de Erictonio, según una fuente tardía.